# Бондаренко, Савелий Захарович
Савелий Захарович Бондаренко (22 мая 1903, Севастополь, Таврическая губерния — 27 мая 1942, Крымский заповедник, Крымская АССР) — советский педагог, директор пионерского лагеря, боец Алуштинского партизанского отряда Южного соединения партизан Крыма. Смертельно ранен в бою.

## Биография
Родился 22 мая 1903 года в Севастополе в семье портового грузчика, русский. В 1920 году одним из первых вступил в комсомол. В 1923 году направлен на учёбу в Симферопольский рабочий факультет имени матроса Назукина. Затем обучался в Московском государственном университете и Крымском педагогическом институте. С января 1933 года работал в Алуште директором пионерского санатория-лагеря имени Клары Цеткин.

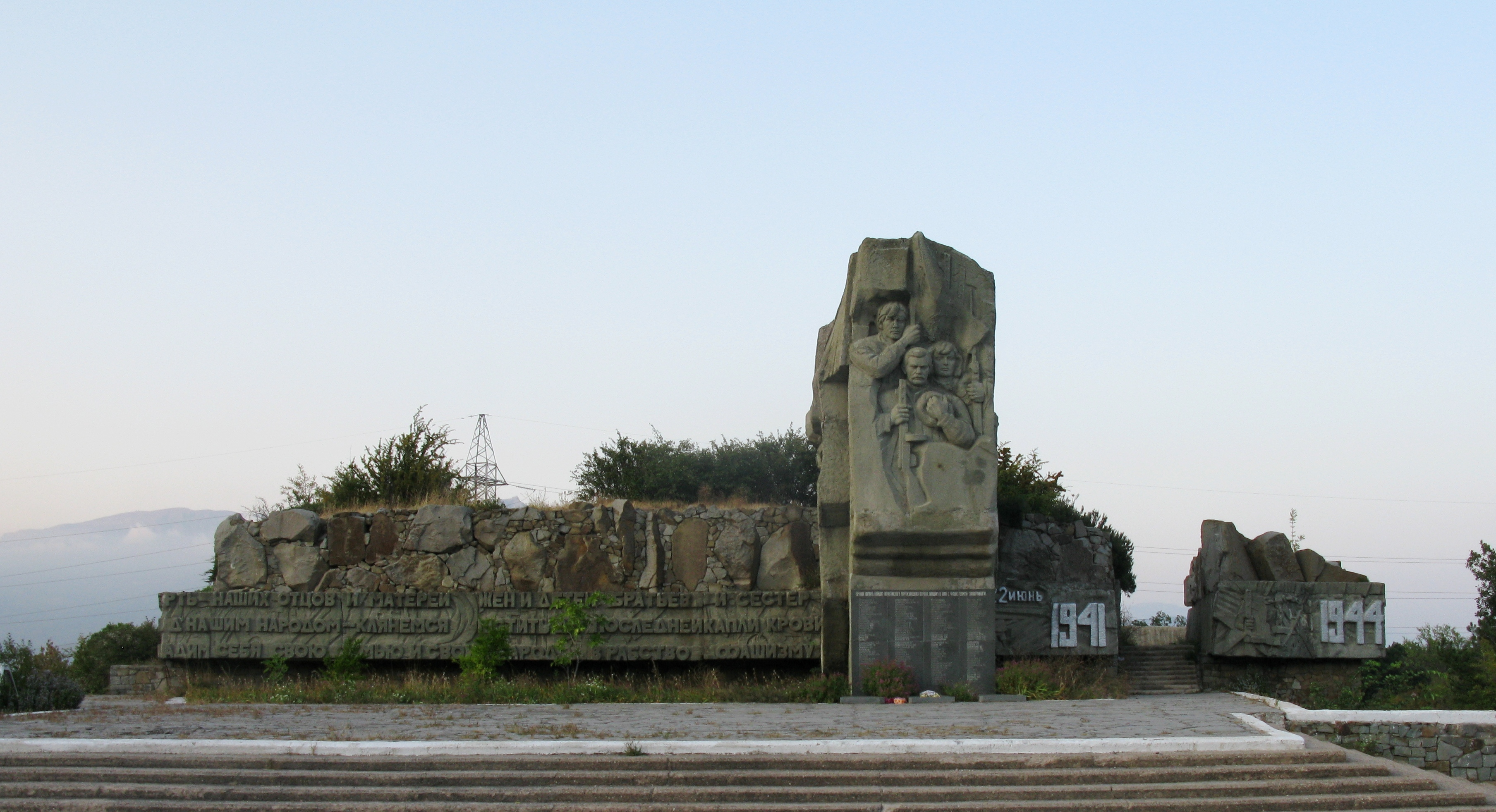
Памятник Крымским партизанам — мемориальный комплекс, расположен на 5 километре шоссе Алушта-Ялта. Установлен 4 ноября 1981 года, дата была приурочена к 40-летию создания партизанского движения в Крыму. Архитектор И. Т. Семеняк и скульптор Ф. И. Алещенков. На плитах с именами и надписью «Вечная память бойцам алуштинского партизанского отряда, павшим в боях с фашистскими захватчиками» высечено и имя С. З. Бондаренко.

Летом 1941 добровольцем ушел в территориальный истребительный батальон, который нёс противодесантную службу на побережье. В ноябре 1941 года ушёл в партизаны Алуштинского отряда. Алуштинский отряд вошел в состав 3-го партизанского района, командиром которого был назначен Г. Л. Северский. Боевая деятельность всех пяти партизанских районов (27 отрядов) направлялась центральным штабом во главе с А. В. Мокроусовым.
25 ноября в 12 часов дня между 10 и 14 км шоссе Алушта — Симферополь партизаны С. Бондаренко, Завгородний, И. Чебурашкин, Н. Романчук и группа Ф. Д. Ермакова провели одновременно несколько диверсий. В районе Кутузовского фонтана партизаны обстреляли легковую машину и уничтожили ехавших в ней немецких офицеров. На 13-м километре был подожжён семитонный грузовик с горючим и гранатами, подорвана машина с боеприпасами.

Бондаренко стал командиром группы (по другим данным политруком отряда). Партизаны атаковали конвои оккупантов на шоссе Симферополь — Алушта — Ялта, в том числе и в районе селения Карабах. В бою Савва Бондаренко был смертельно ранен и умер 27 мая 1942 года на руках у товарищей в районе горы Чёрная в районе Крымского заповедника.

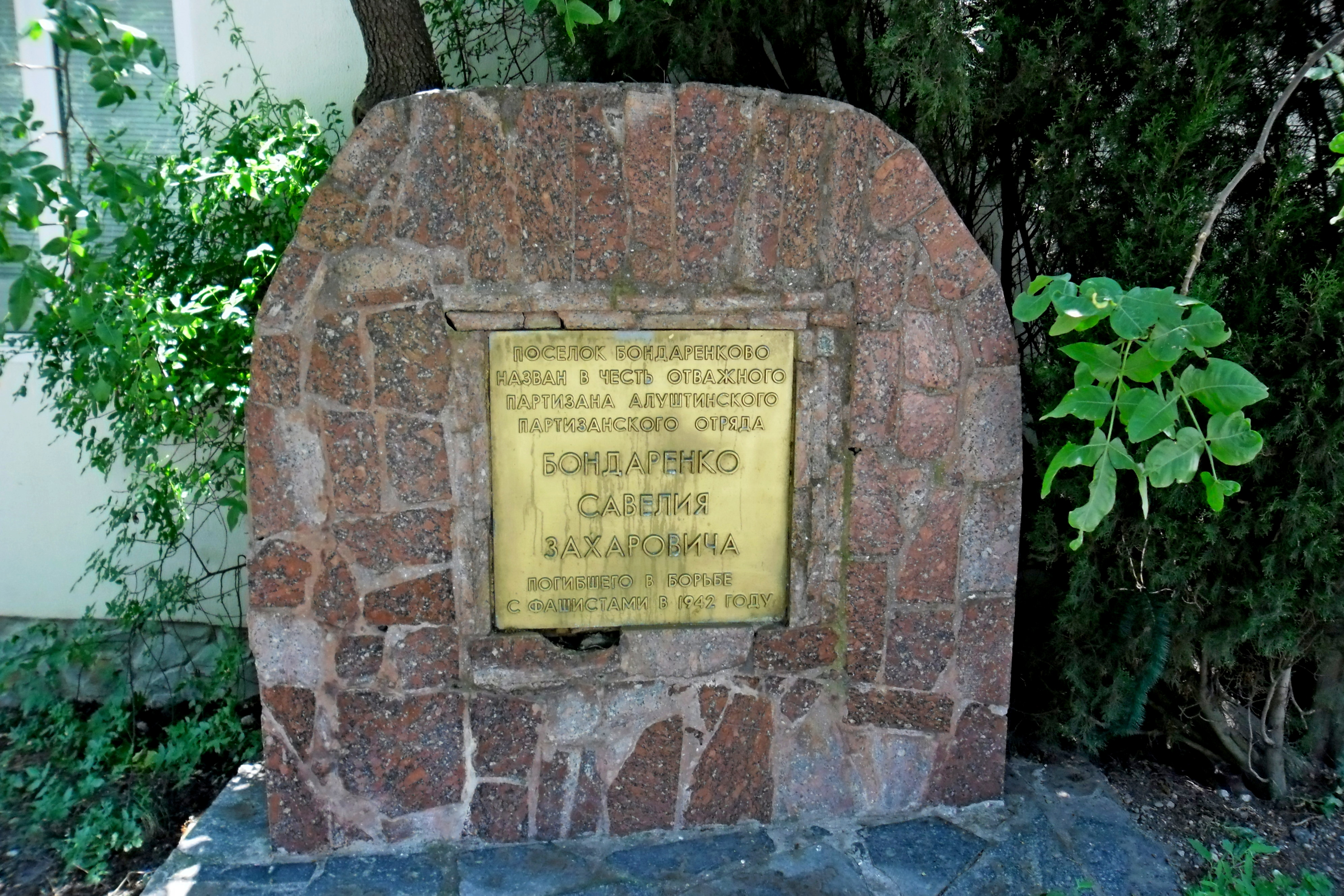
Памятный знак в честь Саввы Бондаренко, установленный в посёлке Бондаренково

## Память
Указом Президиума Верховного Совета РСФСР от 18 мая 1948 года, село Карабах было переименовано в Бондаренково — в честь партизана Южного соединения, политрука Алуштинского партизанского отряда, Саввы Бондаренко.
В селе установлен памятный знак герою. За его состоянием также взяли шефство сотрудники пожарной охраны.